# 지산중학교 (대구)
지산중학교(池山中學校)는 대한민국 대구광역시 수성구 지산동에 있는 공립 중학교이다.

## 학교 연혁
- 1991년 10월 6일 : 지산중학교 설립 인가 (30학급)
- 1992년 2월 29일 : 교실 10실, 특별실 1.5실, 관리실 4.5실 준공
- 1992년 3월 1일 : 초대 교장 송남옥 취임
- 1992년 3월 5일 : 92학년도 입학식 거행(10학급 신입생 563명)
- 1995년 2월 14일 : 제1회 졸업식 거행(졸업생 574명)
- 2003년 10월 28일 : 강당 개관식
- 2004년 2월 13일 : 남 여 공학 인가
- 2022년 2월 7일 : 제28회 졸업식(졸업생 150명, 누계 10,735명)
- 2022년 3월 2일 : 제31회 입학식(신입생 6학급 120명)
- 2022년 9월 1일 : 제16대 오명희 교장 취임

## 참고 자료
- 지산중학교 - 한국교육학술정보원 학교알리미